# Dicraeosauridae
Dicraeosauridae (příslušníci čeledi = dikreosauridi) byli rozšířenou skupinou sauropodních dinosaurů z kladu Flagellicaudata, především z období pozdní jury a rané křídy (časové rozpětí jejich existence činí přes 50 milionů let).

## Význam
Jejich fosilie byly dosud objevena na území tří kontinentů - Afriky, Severní Ameriky a Jižní Ameriky, jednalo se o poměrně rozšířenou skupinu sauropodů. S výjimkou rodu Suuwassea, jehož zkameněliny známe z americké Montany byli všichni další dikreosauridi obyvateli jižních pevnin superkontinentu Gondwana. Formálně tuto skupinu popsal německý paleontolog Friedrich von Huene v roce 1927.

## Popis

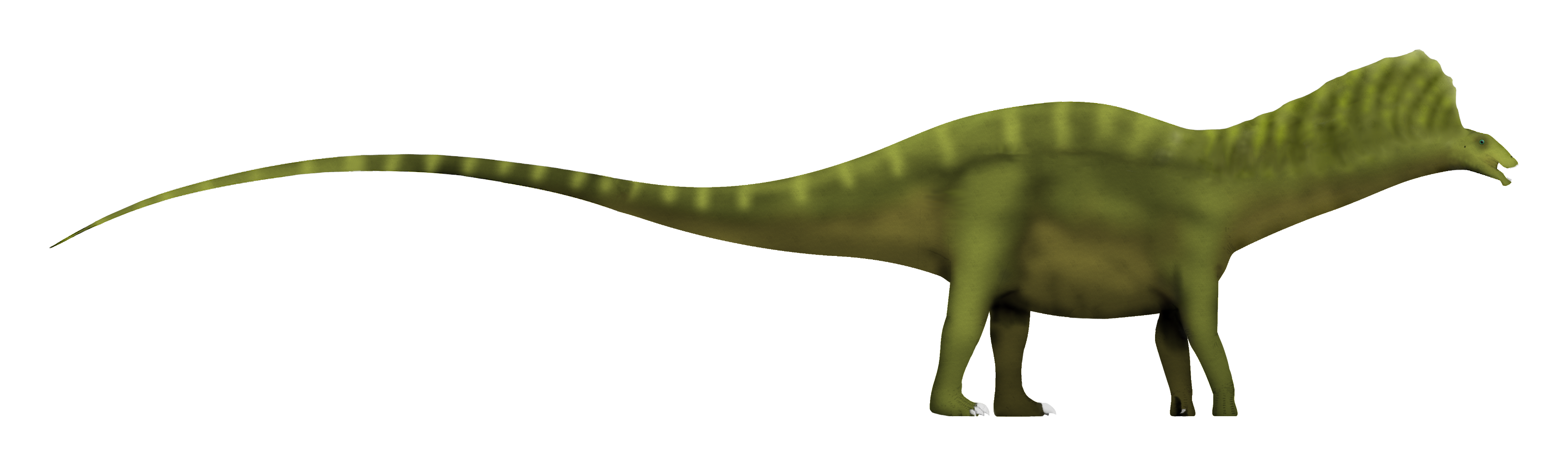
Rekonstrukce přibližného vzezření rodu Bajadasaurus.

Dikreosauridi byli spíše menší sauropodi s typickou délkou "pouze" v rozmezí 10 až 13 metrů. Často byli vybaveni bizarními výběžky obratlů, tvořícími na jejich krcích a hřbetech vyčnívající trny nebo i jakési obranné bodce. Jinak se podobali ostatním diplodokoidům, měli dlouhé krky a ocasy, malé hlavy, mohutné trupy a čtyři sloupovité končetiny. Vesměs se jednalo o býložravce, žijící zřejmě v menších stádech.
Podle odborné práce publikované roku 2022 mohli být někteří z těchto sauropodních dinosaurů (např. rody Amargasaurus, Pilmatueia nebo Bajadasaurus) vybaveni jakýmsi "krčním hřebenem" z natažené kůže mezi trnovými výběžky cervikálních obratlů, který sloužil nejspíš k signalizační funkci.

## Zástupci
V současnosti rozlišujeme více než desítku validních (vědecky platných) druhů dikreosauridů, s výjimkou samotného rodu Dicraeosaurus popsaných až od 90. let minulého století. Čeleď spadá do kladu Neosauropoda a Diplodocimorpha.
- †Amargasaurus
- †Amargatitanis
- †Bajadasaurus
- †Brachytrachelopan
- †Dicraeosaurus
- †Dyslocosaurus
- †Kaatedocus
- †Lingwulong
- †Pilmatueia
- †Smitanosaurus
- †Suuwassea
- †Tharosaurus

### Česká literatura
- Socha, Vladimír (2015). Neznámí dinosauři. Nakl. Mladá fronta, Praha. ISBN 978-80-204-3595-8. (str. 26-27)